# Malle-poste
Pour les articles homonymes, voir Malle.

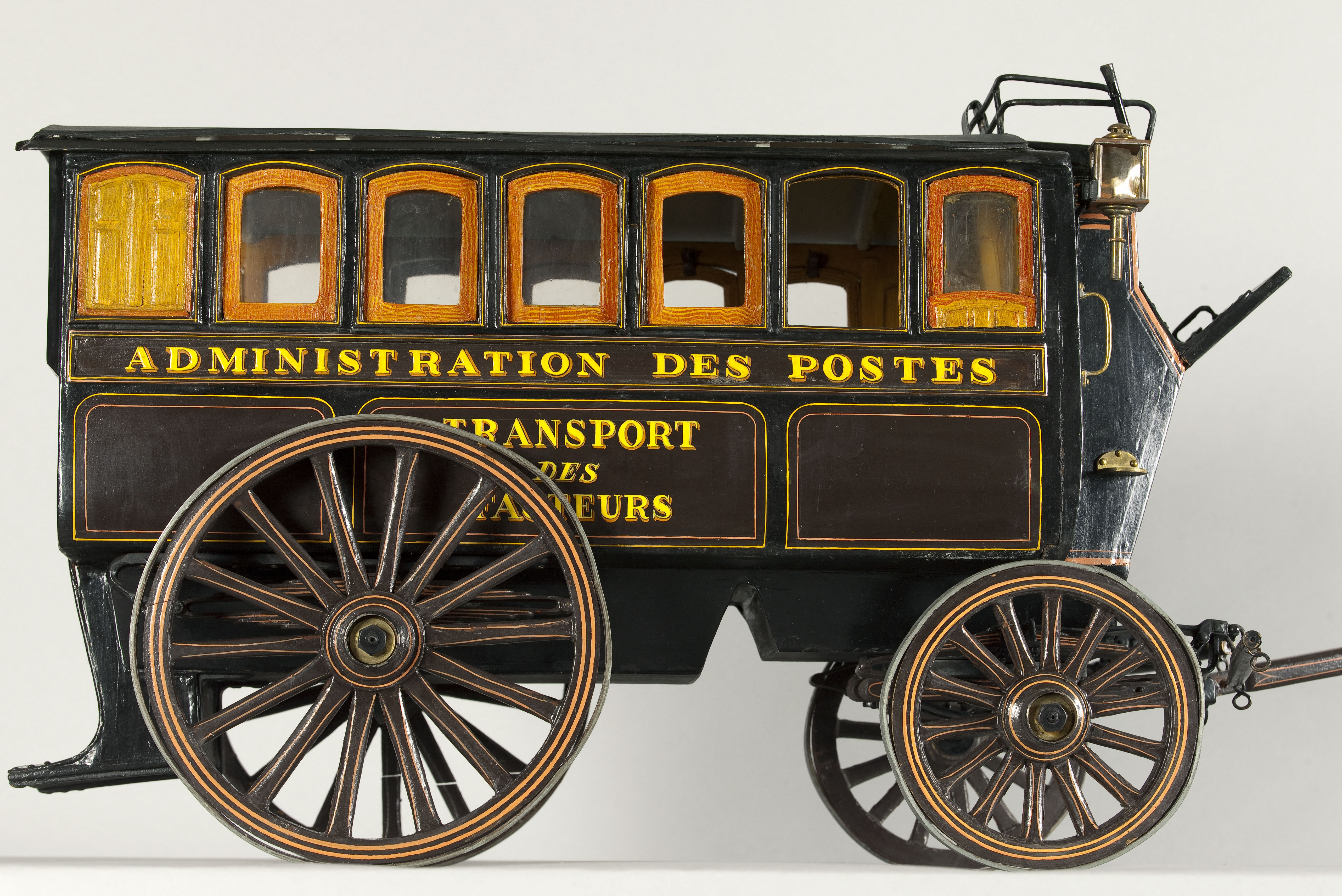
Fin XIX au musée Carnavalet.

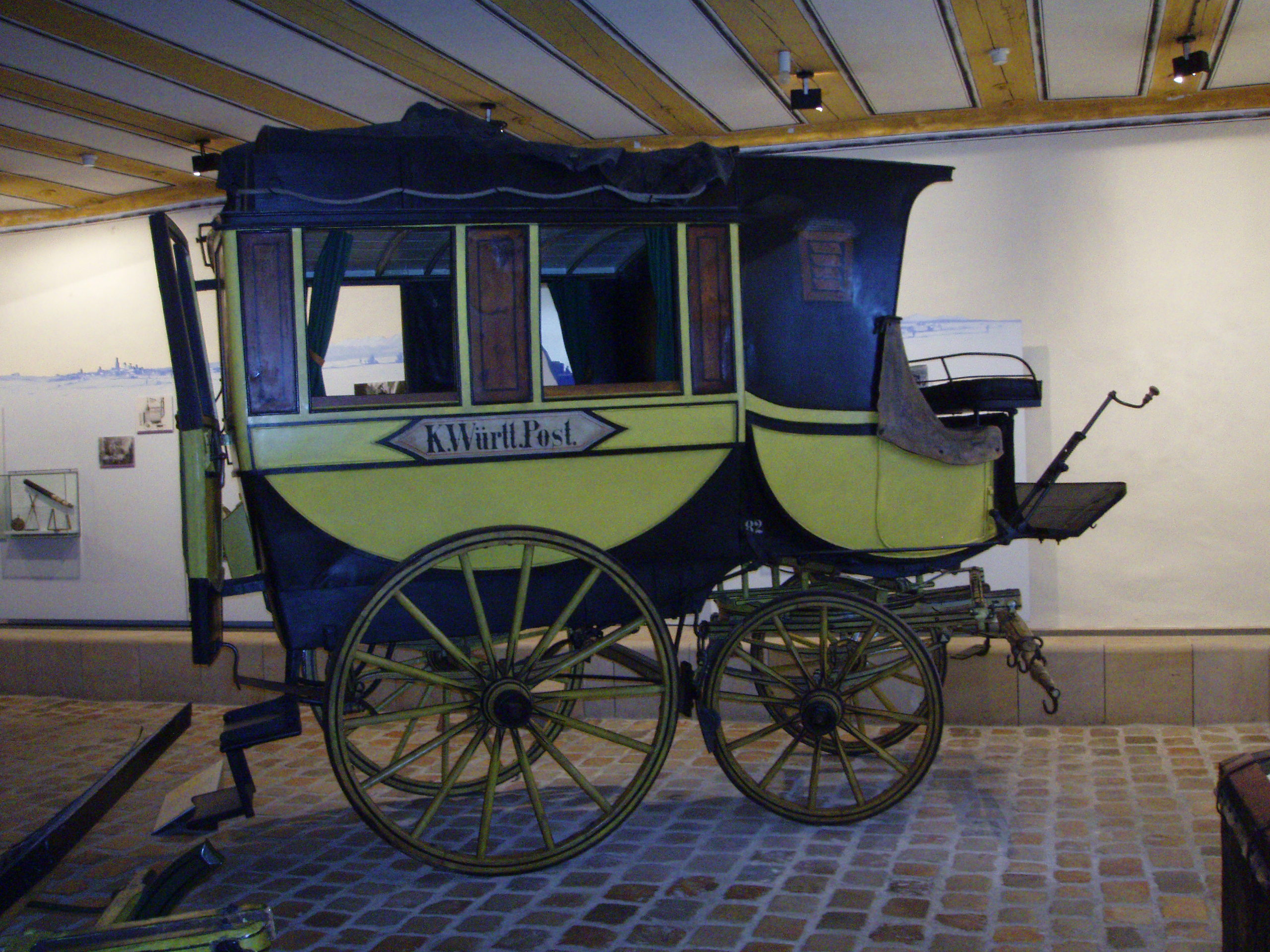
Une malle-poste du duché de Wurtemberg.

La malle-poste,,, était une voiture hippomobile destinée à l'origine au transport des dépêches et du courrier en général, apparue en France vers 1800. C'est l'équivalent du mail coach britannique.

## Histoire
La malle-poste succède à la malle-charrette, véhicule affecté au même usage à l'époque de Louis XV et de Louis XVI. La malle-charrette, comme son nom l'indique, était une charrette non suspendue, à deux roues, couverte, tirée ordinairement par trois chevaux : un fort limonier, un deuxième cheval en galère (renfort), et un troisième, le porteur, monté par un postillon. Les forts cahots auxquels la malle-charrette était soumise lui valurent le nom de « panier à salade », bien avant le sens moderne donné à un autre type de voiture bien particulier, les voitures de police.
La malle-poste peut transporter, en plus du courrier, des passagers. C'est donc une voiture plus lourde, fermée, à quatre roues, suspendue sur des ressorts, tirée par quatre ou cinq chevaux. La partie avant, le cabriolet, reçoit le cocher et un passager à côté de lui. Dans la partie centrale, le coupé, prennent place trois voyageurs. La partie arrière est la malle réservée au courrier.
Les malles-poste étaient plus rapides que les diligences. Celles-ci, plus lourdes, transportant plus de passagers, devinrent prédominantes au cours du XIXe siècle. En France, sous la Restauration, les malles-poste étaient peintes en jaune, puis, sous Louis-Philippe, en gris puce.
La malle-poste possède seule le « privilège du galop »,, confirmé par l'ordonnance du 4 février 1820,.
La dernière malle-poste, qui reliait Toulouse à Montpellier, cesse son service le 23 août 1857,,,.

## Philatélie
Un timbre-poste représentant une malle-poste est émis pour la Journée du timbre 1952.

### Textes officiels
- [Ord. du 4 fév. 1820] Ordonnance du 4 février 1820 contenant des mesures de police relatives aux propriétaires ou entrepreneurs de diligences, de messageries ou autres voitures publiques, dans « bulletin no 344 du 20 février 1820, texte numéro 8218 », Bulletin des lois du royaume de France, Paris, Imprimerie royale, 7e - 1er semestre août 1820, vol. X,‎ août 1820, p. 105-110 (ISSN 1272-6397, lire en ligne, consulté le 4 septembre 2018).